# Josiah Wedgwood (1er baron Wedgwood)
Pour les articles homonymes, voir Wedgwood.
Le colonel Josiah Clement Wedgwood, devenu 1er baron Wedgwood à la toute fin de sa vie, né le 16 mars 1872 à Barlaston et mort le 26 juillet 1943,, est un homme politique, militaire et historien amateur britannique. Parlementaire « exceptionnellement actif », membre radical du Parti libéral puis du Parti travailliste, il est chancelier du duché de Lancastre dans l'éphémère premier gouvernement travailliste de Ramsay MacDonald en 1924. Il est connu pour les longs travaux de recherche qu'il mène dans les archives des débats parlementaires au nom de son attachement à la démocratie parlementaire et de sa promotion de l'engagement des citoyens dans la vie politique du pays. Il s'oppose à la politique d'apaisement que mènent les gouvernements conservateurs successifs vis-à-vis des puissances fascistes dans les années 1930, et mène campagne pour que les juifs d'Europe puissent trouver refuge au Royaume-Uni.

## Biographie

### Jeunesse et formation
Il est le troisième fils du potier Clement Francis Wedgwood, et l'arrière-arrière-petit-fils du potier Josiah Wedgwood, célèbre pour son industrialisation du métier. Éduqué au collège de Clifton à Bristol, Josiah Clement Wedgwood suit une formation d'ingénierie navale, et intègre dans le même temps la réserve militaire, devenant second lieutenant dans le 1er bataillon de volontaires d'artillerie du Northumberland. Il épouse en 1894 sa cousine Ethel Bowen, dont il aura sept enfants. Diplômé du Royal Naval College de Greenwich en 1895, il pratique le métier d'architecte naval dans le Tyneside, dans le nord-est de l'Angleterre. En 1899 il rejoint l'armée à nouveau et participe à la seconde guerre des Boers avec le rang de capitaine dans le bataillon d'Elswick du Régiment royal d'artillerie. En 1902, à la fin de la guerre, il est nommé « magistrat résidant », c'est-à-dire à la fois magistrat et gouverneur colonial provisoire, dans la colonie du Transvaal nouvellement annexée. Malgré son amour pour le sud de l'Afrique, il retourne dans le Staffordshire en Angleterre en 1904 en raison de la santé fragile de son épouse ; il y construit en bois une maison pour sa famille, sur le modèle d'un bungalow sud-africain,,,.

### Débuts en politique
Contrairement à son père et à ses frères, il ne se dédie pas au métier de potier. Il s'intéresse à la politique et à l'histoire dès son jeune âge, et est membre de la Société fabienne dans les années 1890 avant de se rapprocher des Libéraux. « Se langui[ssant] pour sa chère Afrique du Sud », il s'occupe en se plongeant dans la recherche de l'histoire médiévale du Staffordshire. Encouragé par l'ancien député Alfred Baillson, il se présente avec succès comme candidat du Parti libéral dans la circonscription de Newcastle-under-Lyme aux élections législatives de 1906, qui sont un triomphe pour les Libéraux. Député d'arrière-ban, réélu aux deux élections successives de l'année 1910, il s'exprime au Parlement en faveur d'une position georgiste (taxer les revenus des grands propriétaires terriens au nom de la justice sociale), ainsi que du droit de vote des femmes. Il prend part à la Première Guerre mondiale, et est décoré de l'ordre du Service distingué à la bataille des Dardanelles en 1915. Un temps major auprès du général sud-africain Jan Smuts durant l'occupation alliée de l'Afrique orientale allemande, il est promu colonel en 1917. Cette même année, il publie l'ouvrage Staffordshire Parliamentary History from the Earliest Time to the Present Day, le fruit de ses recherches sur les représentants de son comté au Parlement à travers les siècles. En 1918, il est envoyé en mission diplomatique en Russie bolchévique pour tenter de persuader le gouvernement révolutionnaire de ne pas se retirer de la guerre contre l'Allemagne,,,,,. 

### Ministre
Déçu par la scission du Parti libéral entre les partisans de David Lloyd George et ceux de Herbert Asquith, il se représente néanmoins comme candidat libéral soutenu par le gouvernement de coalition de David Lloyd George aux élections législatives de 1918, mais sans cacher son indépendance d'esprit. L'année suivante il rejoint le Parti travailliste indépendant et siège sur les bancs du groupe parlementaire travailliste à la Chambre des communes. Il est vice-président du Parti travailliste de 1921 à 1924. À l'issue des élections législatives de 1923, le Parti travailliste parvient à former un gouvernement minoritaire pour la première fois de son histoire, dirigé par Ramsay MacDonald. Josiah Wedgwood est une personnalité relativement connue, est espère être nommé secrétaire d'État à l'Inde, pour y faire progresser la cause de l'autonomie de l'Inde, ou bien secrétaire d'État aux Colonies. Mais Ramsay MacDonald, qui le considère « imprévisible » et se méfie de son franc-parler, le nomme chancelier du duché de Lancastre - poste prestigieux mais équivalant à celui de ministre sans portefeuille. Le gouvernement, handicapé par son absence de majorité parlementaire, tombe après à peine plus de neuf mois,. 

### Carrière politique ultérieure
De nouveau député d'arrière-ban, Josiah Wedgwood dans la seconde moitié des années 1920 se lance dans la création d'un grand projet « d'identifier et de rédiger une biographie de toute personne ayant jamais siégé à la Chambre des communes ». À mesure que le fascisme progresse en Europe continentale, il perçoit ces recherches comme une promotion de l'importance de la démocratie parlementaire. En 1929, le Premier ministre conservateur Stanley Baldwin le nomme président d'une commission parlementaire d'étude des archives de la Chambre, fonction qu'il conservera jusqu'en 1942. Josiah Wedgwood distribue également aux députés en exercice des questionnaires pour recueillir leurs témoignages et leurs opinions sur la période de la Première Guerre mondiale,.
Dès 1933, il est l'un des premiers députés à alerter le gouvernement sur le danger que présente l'Allemagne nazie. En février 1933, il demande en vain au gouvernement de coalition nationale de Ramsay MacDonald, dominé en réalité par les conservateurs, d'accorder l'asile politique aux socialistes allemands fuyant la persécution et ce qu'il qualifie de « terrorisme nazi » dans leur pays. En avril 1933, il demande au gouvernement, là encore sans succès, de permettre la venue au Royaume-Uni de réfugiés juifs allemands et autrichiens, et de leur permettre également de s'installer en Palestine mandataire, alors sous souveraineté britannique. En mai 1933, il interpelle à la Chambre le secrétaire d'État à l'Intérieur, John Gilmour : « l'honorable gentleman est-il conscient que la situation des juifs en Allemagne s'aggrave de jour en jour, et sommes-nous censés comprendre que le gouvernement britannique ne va rien faire pour aider les personnes persécutées en Allemagne à s'échapper de ce pays ? ». Il continuera tout au long des dix dernières années de sa vie à soulever cette question. Il soutient la commission parlementaire pour les réfugiés, cofondée par la députée Eleanor Rathbone. Il envoie une pétition au ministère de l'Intérieur pour soutenir personnellement les demandes d'asile de plus de deux-cents personnes. Il recueille également chez lui des réfugiés juifs qui n'ont nulle part où aller et les aide à trouver un logement,,.

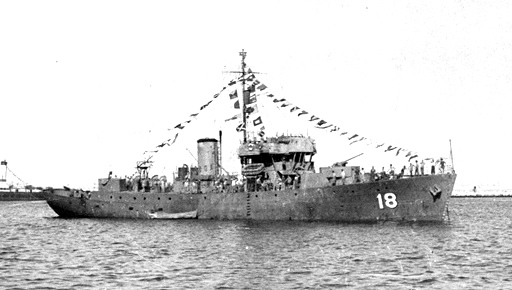
Le navire israélien INS Wedgwood.

Tout comme le chef du Parti travailliste, Clement Attlee, il dénonce les accords de Munich conclus en 1938 par le Premier ministre conservateur Neville Chamberlain avec Hitler. Durant la Seconde Guerre mondiale, il rejoint la Home Guard, la formation paramilitaire pensée pour être la dernière ligne de défense britannique en cas d'invasion du pays. Il s'oppose publiquement et vivement à l'internement systématique des personnes de nationalité allemande résidant en Grande-Bretagne. En 1940 il publie Forever Freedom, son anthologie personnelle de poèmes célébrant la liberté. Cette même année, il publie History of Parliament, 1439-1509, résultat des travaux de recherche qu'il préside sur les parlementaires anglais du XXe siècle. En 1941 il visite les États-Unis pour y promouvoir une entrée en guerre de ce pays. En 1942, le Premier ministre Winston Churchill le fait anoblir par le roi George VI ; il devient le 1er baron Wedgwood de Barlaston, de la pairie du Royaume-Uni, et quitte la Chambre des communes (après y avoir siégé 36 ans sans interruption) pour la Chambre des lords,. 
La même année il préface la brochure STOP THEM NOW qui sur seize pages détaille ce qui est déjà connu de l'extermination des Juifs par les Nazis, dans laquelle il écrit : « Les Huns et les Mongols, Tamerlan avec ses montagnes de crânes, tous ces démons d'autrefois ressemblent à des modèles de chevalerie comparés aux Allemands que Hitler a transformé en pur-sang diaboliques. »
Il meurt l'année suivante. Son fils aîné Francis devient le 2e baron Wedgwood. 
En Israël, des rues portent le nom de Josiah Wedgwood pour lui rendre hommage à Haifa et à Jérusalem. Il en va de même pour le vaisseau INS Wedgwood de la Marine israélienne. Quant à son grand projet de rédiger une histoire détaillée de la Chambre des communes et de tous ses membres depuis le Moyen-Âge, il est poursuivi aujourd'hui par une équipe de chercheurs et s'intitule The History of Parliament.